# Недотрога (растение)
Недотро́га (лат. Impátiens) — род цветковых растений семейства Бальзаминовые (Balsaminaceae). Род включает около 1 000 видов, широко распространённых в Северном полушарии и тропиках.

## Название
Русское ботаническое название рода Недотрога, как и родовое лат. Impatiens (im- приставка отрицания и patientia — терпение, выносливость, выдержка), связано со свойством созревших плодов с треском раскрываться и выстреливать семена при прикосновении. Другое родовое название Бальзамин (фр. balsamine, лат. balsamino, от др.-греч. βάλσαμον, происшедшее от араб. balasan‎ — бальзам), давшее название всему семейству Бальзаминовые, чаще распространяется на ароматные садовые тропические виды и сорта.

## Ботаническое описание

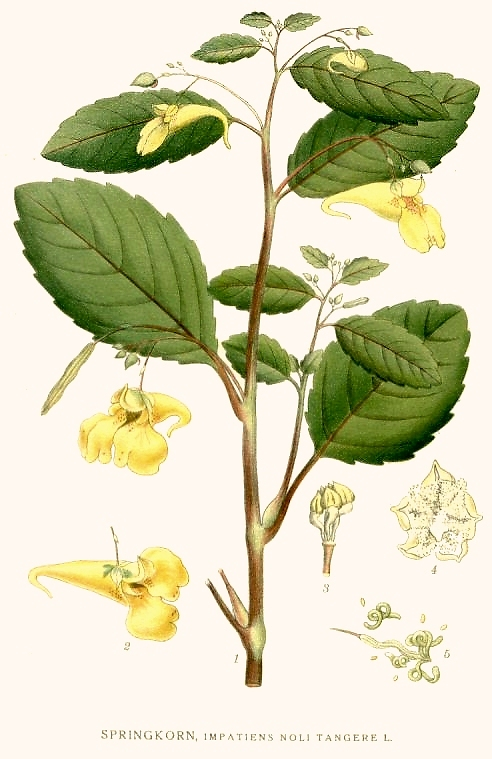
Недотрога обыкновенная — типовой вид рода Недотрога.

Растения однолетние, многолетние и полукустарники.
Листья, как правило, цельные и блестящие; форма продолговато-яйцевидная, край листа зубчатый. Верхняя часть листа имеет водоотталкивающую кутикулу, что даёт ощущение сального налёта. 
Цветок недотроги состоит из 5 лепестков (4 из них срастаются в неправильную форму и направлены вниз). Формула цветка: Ч5 Л5 Т5 П(5).

## Распространение и экология
В природе представители рода встречаются преимущественно в субтропических и тропических областях Азии и Африки. 

## Классификация

### Таксономия[3]
Impatiens L., 1753, Sp. Pl. : 937
Род Недотрога относится к семейству Бальзаминовые (Balsaminaceae) порядка Верескоцветные (Ericales). Кладограмма в соответствии с Системой APG IV по состоянию на июнь 2023 года:
|  |                                      |  |                                   |                                   |                         |  | ещё 21 семейство |           |               |                                                                 |
|  |                                      |  |                                   |                                   |                         |  |                  |           |               | 1 001 подтвержденный вид и 233 таксона, ожидающих подтверждения |
|  |                                      |  |                                   | порядок Верескоцветные            |                         |  |                  |           | род Недотрога |                                                                 |
|  |                                      |  |                                   | порядок Верескоцветные            |                         |  |                  |           | род Недотрога |                                                                 |
|  | отдел Цветковые, или Покрытосеменные |  |                                   |                                   | семейство Бальзаминовые |  |                  |           |               |                                                                 |
|  | отдел Цветковые, или Покрытосеменные |  |                                   |                                   |                         |  |                  |           |               |                                                                 |
|  |                                      |  | ещё 63 порядка цветковых растений | ещё 63 порядка цветковых растений |                         |  |                  | ещё 1 род | ещё 1 род     |                                                                 |
|  |                                      |  |                                   | ещё 63 порядка цветковых растений |                         |  |                  |           | ещё 1 род     |                                                                 |

## Некоторые представители рода

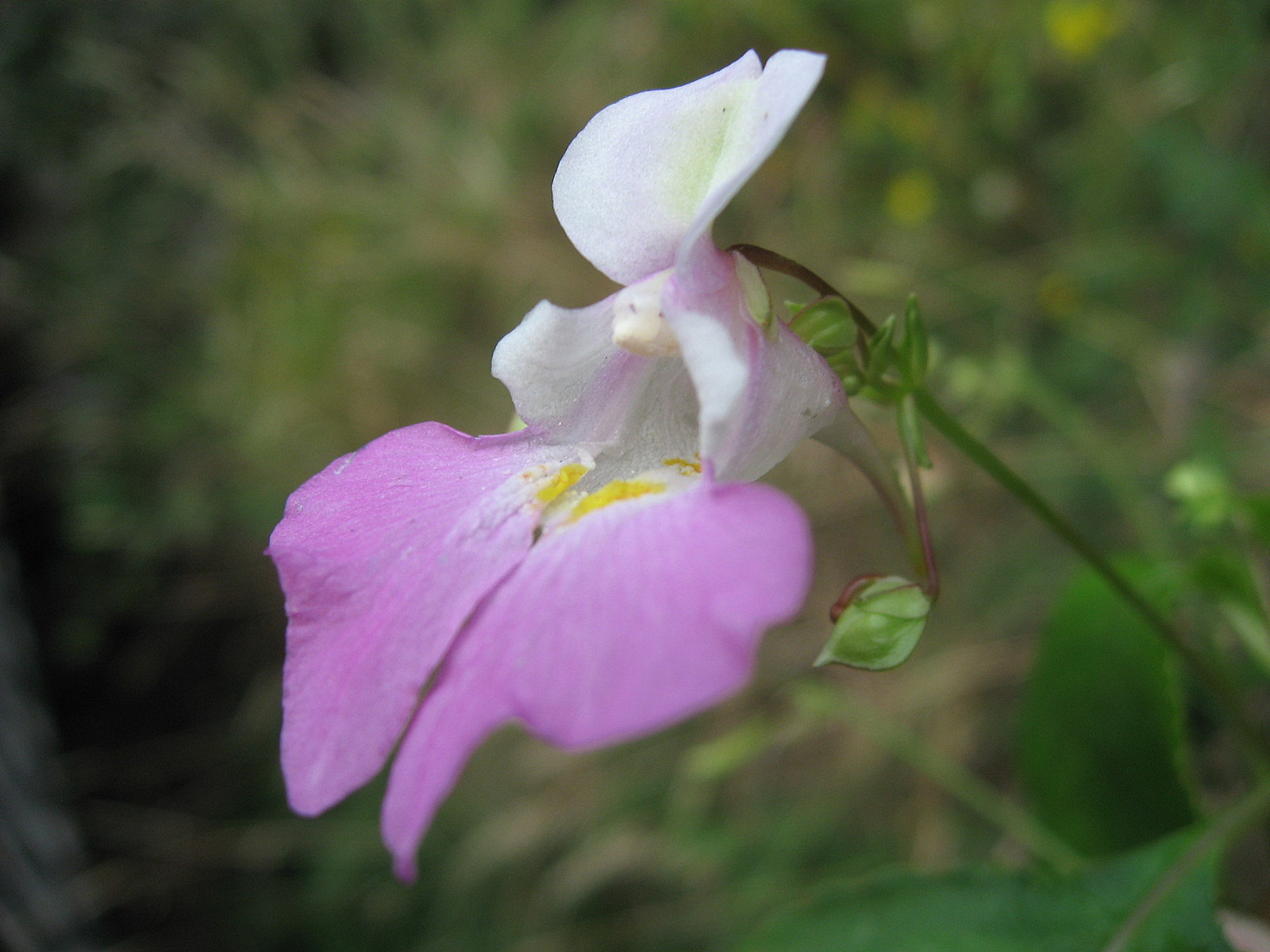
Impatiens balfourii

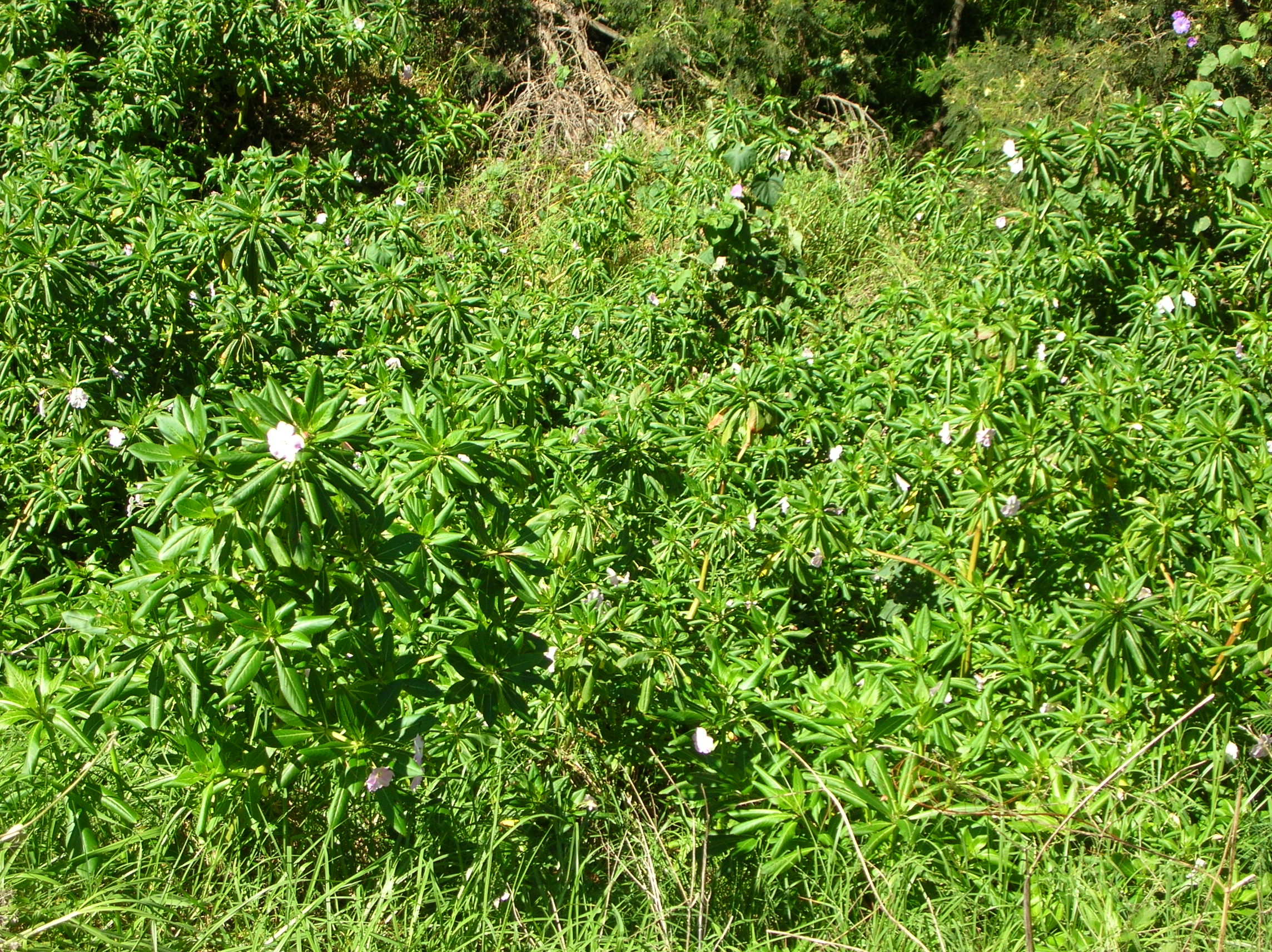
Impatiens sodenii

- Impatiens arguta
- Impatiens aurella
- Impatiens balfourii
- Impatiens balsamina L. — Недотрога бальзаминовая
- Impatiens bicornuta
- Impatiens capensis
- Impatiens chinensis
- Impatiens cristata
- Impatiens glandulifera Royle — Недотрога железистая
- Impatiens hians
- Impatiens hongkongensis
- Impatiens irvingii
- Impatiens morsei
- Impatiens niamniamensis
- Impatiens noli-tangere L. typus[4] — Недотрога обыкновенная
- Impatiens obesa
- Impatiens omeiana
- Impatiens parviflora DC. — Недотрога мелкоцветковая
- Impatiens pritzelii
- Impatiens scabrida DC.
- Impatiens sodenii Engl. & Warb.
- Impatiens sulcata
- Impatiens textori Miq.
- Impatiens walleriana Hook.f. — Недотрога Уоллера
- Impatiens wilsoni
- Impatiens zombensis Baker